# Санта-Бальбина (титулярная церковь)
Титулярная церковь Санта-Бальбина (лат. Titulus Sanctae Balbinae) — титулярная церковь, для которой сложно установить время учреждения. Согласно Киршу, кардинального титул, появляется под именем Санта-Бальбина после синода 595 года это Тигриде (лат. Tigridae), которая появляется на синоде 493 года. 
Согласно Кристофори, титул Тигриде был упразднён папой Григорием I и заменён на Сан-Систо около 600 года.
Согласно каталогу Петра Маллио, составленного в период понтификата Папы Александра III, титулярная церковь была связана с базилике Святого Павла за городскими стенами и его священниками служившими там, в свою очередь, Мессу.
Церковь основана на том месте, на котором была очень старая церковь, начиная, наверное, с IV века и былf построена над домом консула Луция Фабия Цилона.
Титул принадлежит базилике Санта-Бальбина, расположенной в районе Рима Сан-Саба.

## Список кардиналов-священников титулярной церкви Санта-Бальбина
- Пётр (590 — ?);
- Григорий (745 — до 761);
- Григорий (761 — ?);
- Павел (853 — до 867);
- Павел (?) (867 — до 872);
- Бенедикт (872 —?);
- Лев (964 — ?);
- Гвидо, O.S.B. (1099 — около 1120);
- Адоальдо (или Офальдо, или Одоальдо, или Одало) (1120 — около 1124);
- Грегорио (1125 — после 1139);
- Фома Капуанский (1221 — ?);
- Симон д'Армантье, также известный как Симон де ла Шарите, O.S.B. Clun. (1294—1297);
- Элеадзарио да Сабрано (1378—1379);
- Банделло Банделли (1408—1416);
- Гульельмо Карбоне (1411—1418), псевдокардинал антипапы Иоанн XXIII;
- Джон Кемп (1440—1452);
  - вакантно (1452—1467);
- Амико Аньифили делла Рокка (1467—1469);
  - вакантно (1469—1473);
- Джованни Баттиста Чибо (17 мая 1473 — января 1474), затем Папа Иннокентий VIII;
- Джироламо Бассо делла Ровере (1477—1479);
  - вакантно (1479—1484);
- Хуан Маргарит-и-Пау (1484);
  - вакантно (1484—1500);
- Хуан де Вера (1500—1507);
- Франсиско Хименес де Сиснерос, O.F.M. (1507—1517);
- Адриен Гуффье де Буасси (1517—1520);
- Джованни Пикколомини (1521—1524);
  - вакантно (1524—1535);
- Джироламо Гинуччи (или Джинуччи) (1535—1537);
- Гаспаро Контарини (1537—1539);
- Пьерпаоло Паризио (1540—1545);
- Якопо Садолето (1545);
- Отто Трухсесс фон Вальдбург (1545—1550);
- Педро Пачеко де Вильена (1550—1557);
- Лоренцо Строцци (1557—1571);
- Гаспар Сервантес де Гаэта (1572—1575);
- Гаспар де Кирога-и-Вела (1578—1594);
- Помпео Арригони (1597—1616);
- Антонио Сапата-и-Сиснерос (1616—1635);
- Альфонсо де ла Куэва (9 июля 1635 — 17 сентября 1644);
- Хуан де Луго, S.J. (17 октября 1644 — 20 августа 1660);
- Паскуаль де Арагон (1661—1677);
- Ладзаро Паллавичино (1677—1680);
  - вакантно (1680—1686);
- Хосе Саэнс де Агирре, O.S.B. (2 сентября 1686 — 30 августа 1694);
- Фердинандо д’Адда (1696—1714);
- Антонио Феличе Дзондадари (1715—1731);
- Джироламо Гримальди (1731—1733);
- Тома Филипп Вальра д’Энен-Льетар д’Эльзас-Буссю де Шиме (1733—1752);
  - вакантно (1752—1760);
- Джироламо Спинола (1760—1775);
  - вакантно (1775—1782);
- Алессандро Маттеи (27 мая 1782 — 3 апреля 1786);
  - вакантно (1786—1801);
- Антонио Феличе Дзондадари (23 декабря 1801 — 13 апреля 1823);
- Эрколе Дандини (16 мая 1823 — 22 июля 1840);
- Сильвестро Белли (1841—1844);
- Джакомо Пикколомини (1846—1847);
- Джузеппе Печчи (1850—1855);
- Энрико Орфеи (1858—1870);
- Джузеппе Андреа Бидзарри (1875—1877);
- Джакомо Каттани (1880—1887);
- Амилькаре Малагола (1893—1895);
- Донато Мария Делл’Ольо (1901—1902);
  - вакантно (1902—1916);
- Огюст-Рене Дюбур (1916—1921);
- Жан Вердье, P.S.S. (1929—1940);
- Клеман-Эмиль Рок (1946—1964);
- Леон-Этьен Дюваль (1965—1996);
  - вакантно (1996—2003);
- Петер Эрдё (21 октября 2003 — 23 марта 2023, назначен кардиналом-священником Санта-Мария-Нуова).